# Нос
Нос са носном дупљом представља почетни део система органа за дисање. Нос је споља обложен кожом. Са унутрашње стране коштано-хрскавичаста преграда дели на леву и десну ноздрву. Ноздрве су обложене слузокожом, чија је површина увећана са три степенасто постављена набора. Слузокожа је покривена длачицама и трепљама које задржавају прашину и микроорганизме из ваздуха. У говору, нос омогућује резонанцу.
У горњем делу носне дупље смештени су рецептори чула мириса. У носну дупљу улива се сузно-носни канал. Честице мириса лепе се и отапају у слузи коју производи нос те тако шаљу импулсе у мозак а човек осећа мирис.
Израз нос такође се користи за означавање почетка или краја нечега, као на пример: „нос авиона“.

## Третман ваздуха
Делујући као први интерфејс између спољашњег окружења и деликатних животињских плућа, нос кондиционира улазни ваздух, у погледу термалне регулације и филтрације током респирације, а исто тако омогућава сензорну перцепцију мириса.
Длаке унутар ноздрва филтрирају улазећи ваздух, као прва линија одбране од честица прашине, дима и других потенцијалних опструкција које би иначе инхибирале респирацију, и као нека врста филтра против болести преносивих ваздухом. Осим што делује као филтер, слуз која се производи у носу надопуњава напор тела да одржи температуру, а уноси и влагу у интегралне компоненте респираторног система. Капиларне структуре носа загревају и влаже ваздух који улази у тело; каснија, ова улога одржавања влажности ствара услове у којима алвеоле могу адекватно да размењују O2 за 2 (нпр., респирација) унутар плућа. Током издисања, капиларе затим помажу у повраћају дела влаге.

## Осећај за правац
Влажни нос паса је користан за перцепцију правца. Осетљиви хладни рецептори у кожи детектују место где је нос најхладнији и то је правац из кога дати мирис који животиња управо нањушила долази.

## Структура форми дисања ваздуха
Код водоземаца и риба дводихалица, ноздрве се отварају у мале врећице, које се имају отворе у правцу уста кроз хоану (Apertura nasalis posterior). Те врећице садрже мале количине олфакторног епителијума, који, у случају безногих водоземаца, такође имају неколико сусједних пипака. Упркос опште структурне сличности са водоземачким, ноздрве риба дводихалица се не користе у респирацији, пошто те животиње дишу кроз уста. Водоземци исто тако имају вомероназални орган, обрубљен олфакторним епителом, међутим, за разлику од оних код амниота, то је генерално једноставна врећа која, изузев код саламандера, има мало везе са остатком назалног система.
Код гмизаваца, назална комора је генерално већа, са хоаном лоцираном знатно даље назад у горњем делу уста. Код крокодила, комора је изузетно дуга, што помаже животињи да дише док је делимично зароњена. Назална комора гмизаваца је подељена у тири дела: антериорни вестибул, главну мирисну комору, и постериорно назофаринкс. Мирисна комора је обложена олфакторним епителом на њеној горњој површини и поседује бројне турбинате (conchae nasales) којима се повећава сензорна површина. Вомероназални орган је добро развијен код гуштера и змија, код којих није више повезан са назалном шупљином, већ се директно отвара на горњу страну уста. Он је мањи код корњача, код којих задржава своју оригиналну назалну везу, а одсутан је код одраслих крокодила.
Птице имају сличан нос са гмизавцима, с ноздрвама лоцираним на горњем задњем делу кљуна. Пошто оне генерално имају слабо чуло мириса, олфакторна комора је мала, мада су турбинате присутне, што понекад даје комплексну структурну сличност са сисарима. Код многих птица, укључујући голубове и живину, ноздрве су покривене рожнатим заштитним штитом. Вомероназални орган птица је било недовољно развијен или потпуно одсутан, у зависности од врсте.

### Људски спољашњи нос
Спољашњи нос има: корен (лат. radix nasi), хрбат (лат. dorsum nasi) и врх (лат. apex nasi). Ваздух улази у спољашњи нос кроз парне отворе носнице (nares) које омеђују nosna krila (лат. alae nasi). Подлогу (инфраструктуру) спољашњег носа чине кости личног скелета и хрскавице. Коштану подлогу даје носни део чеоне кости, чеони наставак горње вилице и носне кости.
Носне хрскавице састоје се од:
- парне хрскавичне плоче троугластог облика (триангуларне хрскавице, лат. cartilago nasi lateralis, а налази се с обе стране септалне хрскавице
- завијене парне хрскавице (лат. cartilago alaris major) у носном вршку
- хрскавичних плочица (лат. cartilagines alares minores) смештене уз
- малих хрскавичних прутића (лат. cartilagines nasals accesoriae)

Кожа носа може бити различите дебљине са доста жлезда лојница и длака. На носном хрпту и на латералним странама носа она је помична док је на носним крилима чврсто везана за подлогу. Према лицу нос је омеђен у подручју крила назолабијалном браздом, а између носа и горње усне налази се назолабијални угао. Ако је угао близу правог кута, носнице су хоризонтале, а ако је угао туп носнице су одигнуте, а ако је угао оштар оне су нагнуте према доле и назад. Задња два положаја носница праве потешкоће у дисању јер отклањају ваздушну струју при респирацији. Постоје три антрополошка типа носа, то су лепторини, мезорин и платирини нос, такозвани уски, средње широки и широки нос. На улазу у нос налазе се длаке (vibrissae) које су јако добро развијене код старијих људи.
Apertura piriformis чини спољни руб коштаног дела носне пирамиде, њен облик и ширина могу варирати, а најчешће је крушколика. Постоје разнолики типови и облици спољашњег носа од којих се неки с обзиром на израженост могу сматрати деформитетима. Деформитети носа могу бити урођени и стечени. Они могу бити само у коштаном или само у хрскавичном делу носа, или на граници кости и хрскавице.
Инфраструктура спољашњег носа се дели на фиксни део, релативно фиксни и мобилни (покретни) део. Фиксни део инфраструктуре спољног носа чине носне кости и чеони наставци максиле, тј. сви коштани делови који омеђују aperaturu piriformis. Врх носа чине лева и десна аларна хрскавица која је управо на том месту превијена. Ако се гледа носна пирамида с унутрашње стране коју прекрива слузокожа могу се видети морфолошки детаљи. Границу вестибулума носа и носне шупљине, тј. границу слузнице и коже чини limen nasi, доњи руб латералне хрскавице. Хрскавични део септум и хрскавице остатци су примитивне хрскавичне носне чауре. У подручју спољашњег носа налази се танки слој попречнопругастих мишићних нити које обављају разне функције при дисању. Артерије које опскрбљују спољашњи нос долазе од личне и очне артерије. Венску крв спољног носа скупља фацијална вена тзв. ангуларна вена.

## Клинички значај
Једно од најчешћих здравствених стања која обухватају нос су крварења носа (у медицини: епистакса). Већина њих се јавља у Киселбаховом плексусу. Назално зачепљење је чест симптом инфекција или других запаљења назалне облоге (ринитис), као што је при алергијском ринитису или вазомоторном ринитису (услед злоупотребе назалног спреја). Већина тих стања такође узрокује аносмију, што је медицински термин за губитак мириса. Ово се може десити и при другим условима, на пример након трауме, услед Калмановог синдрома или Паркинсонове болести.
Код деце, нос је често дестинација за страна тела. Нос је подложан појави промрзлина. Назално црвенило је знак респираторних потешкоћа које узрокују ширење ноздрва при удисању.
Због посебне природе снабдевања крвљу људског носа и околних области, могуће је за ретроградне инфекције да се из назалне области прошире на мозак. Из тог разлога, подручје од углова уста до моста носа, укључујући нос и горњу вилицу, је позната као троугао опасности лица.
Специфичне системске болести, инфекције или други услови који могу довести до уништења дела носа (на пример, носног моста или перфорација носне септуле) су ринофима, рак коже (на пример, базоцелуларни карцином), грануломатоза са полиангитисом, системски еритемски лупус, реуматоидни артритис, туберкулоза, сифилис, лепра или излагање кокаину, хромијуму или токсинима. Нос може да буде стимулисан да расте при акромегалији.
Хируршки поступак за кориговање проблема дисања услед поремећаја у носним структурама назива се Ринопластика, и то је исто тако процедура која се користи за козметичку хирургију, која се обично назива „носни посао”. За хируршке процедуре ринопластике нос је мапира у бројне подјединице и сегменте. Тиме је обухваћено девет естетских носних подјединица и шест естетских носних сегмената.
Неки лекови се могу назално давати. Назална администрација може да обухвата спрејеве за нос и топикалне третмане.

## Друштво и култура
Неки људи бирају да имају козметичку операцију звану ринопластика, да би променили изглед свог носа. Носни пирсинг је исто тако честа појава, и оно може да буде урађено на носници, септуму или мосту.
У Новом Зеланду, притискање носа („хонги”) је традиционални почетак поздрава међу Маорима. Међутим, у данашње време је то углавном ограничено на одређене традиционалне прославе.
Ханазука монумент чува као светковину осакаћене носеве најмање 38.000 Кореанаца убијених током јапанских инвазија у Кореји од 1592. до 1598.
Септилна хрскавица се може уништити путем дуготрајног назалног удисања дрога, као што је кокаин. Ово затим може да доведе до ширег колапса носног скелетона.
Чачкање носа је честа и у знатној мери табуисана навика. Медицински ризици укључују ширење инфекција, узроковање крварења, и у ретким случајевима перфорација носне преграде. Кад постане компулсивно, назива се ринотилексоманијом. Брисање носа руком, обично се назива „алергијским поздравом”, и исто тако се сматра видом табу понашања. Ова навика такође може да доведе до ширења инфекција. Хабитуално, као и брзо или грубо брисање носа, може да доведе до наборавања (познатог као попречни носни набор или жлеб) које иде преко носа, и може да доведе до трајног физичког деформитета уочљивог у детињству и одраслом добу.
Фетишизам носа (или назофилија) је сексуални партијализам за нос.
У појединим азијским земљама, као што су Кина, Јапан, Јужна Кореја, Малезија, Тајланд и Бангладеш, ринопластика је уобичајена ради стварања развијенијег носног моста или „високог носа”. Слично томе, „самостална подизања носа” поспешена козметичким помагалима са вишекратном применом су стекла популарност и у продаји су у многим азијским земљама. Високо-премошћени нос је уобичајени идеал лепоте у многим азијским културама који проистиче из идеала лепоте древне Кине и Индије.

## Еволуцијске хипотезе

### Неандерталци
Клајв Финлејсон из Гибралтарског музеја наводи да су неандертални носеви представљали адаптацију на хладноћу. Тод Рае из |Америчког музеја историје природе напомиње да су студије на приматима и арктичким животињама показале да долази до смањења величине синуса у екстремно хладним областима, пре него до увећања које би било у складу са Аленовим правилом. Стога Тод закључује да је дизајн великог и прогнатског неандерталног носа еволуирао за потребе топлије климе Средњег истока и да се задржао кад су неандерталци доспели у Европу.
Микел Ернандез из Департмана биологије животиња на Универзитету у Барселони сматра да је „висок и узак нос Ескима” и неандерталаца једна „адаптација на хладно и суво окружење”, јер доприноси загревању и хидратацији ваздуха и „враћању топлоте и влаге из искоришћеног ваздуха”.

### Људи
Један чланак објављен у спекулативном часопису Медицинске хипотезе сугерише да је облик носа последица промене угла лобање након људских скелеталних измена узрокованих бипедализмом. Ово је променило облик лобање узрокујући, заједно са променом исхране, морфолошко смањење релативне величине виличног синуса и доње вилице и путем тога „истискивање” избочина већине предњих делова лица у већој мери унапред, и стога повећање истакнутости носа и модификовање његовог облика.
Хипотеза о воденим мајмама повезује нос са хипотетичким периодом водене адаптације у коме су надоле усмерене ноздрве и флексибилни усни жлеб спречавали улаз воде у назалне отворе. Теорија није генерално прихваћена од стране водећих научника из области еволуције човека.

## Неотенија
Стивен Џеј Гулд је приметио да су већи носеви мање неотенични, посебно велики „грчки” нос. Жене имају мање носеве него мушкарци због тога што нису имале повећану секрецију тестостерона у младости. Мањи носеви, заједно са другим неотеничним особинама као што су велике очи и пуне усне, се генерално сматрају привлачнијим на женама. Вернеров синдром је стање које узрокује појаву превременог старења. Оно узрокује изглед који „наликује на птицу” због сужавања носа. За разлику од тога, Даунов синдром, неотенирајуће стање, узрокује сравњивање носа.